# 대공산권 수출 통제 위원회
대공산권 수출 통제 위원회(Coordinating Committee for Multilateral Export Controls, 對共産圈輸出統制委員會) 또는 코콤(COCOM)은 제2차 세계 대전이 끝난 후, 냉전 기간 중 첫 5년 동안 서방권에 의해 코콤(다자간 수출 통제 조정위원회)이 설립되어 공산권의 경제상호원조회의(COMECON) 국가에 경제 제재를 시행했다. 코콤은 1994년 3월 31일부터 기능을 중단했으며, 그후에 바세나르 협정(Wassenaar Arrangement)이 설립된 후에도 코콤 회원국들은 수출 금지 상품 목록이 정해져 있다.
| - 오스트레일리아 - 벨기에 - 캐나다 - 덴마크 - 프랑스 - 서독 - 그리스 - 이탈리아 - 일본 |  | - 룩셈부르크 - 네덜란드 - 노르웨이 - 포르투갈 - 스페인 - 튀르키예 - 영국 - 미국 |

## 같이 보기
- 무기 규제의 국제 교통
- 무기 수출 통제 법
- 방위 안전 협력 기관
- 수출 관리 규정
- John Barron KGB Today : 숨겨진 손, 1983년.